# Stemonurus dichrocarpus
Stemonurus dichrocarpus är en järneksväxtart som först beskrevs av François Gagnepain, och fick sitt nu gällande namn av Herman Otto Sleumer. Stemonurus dichrocarpus ingår i släktet Stemonurus och familjen Stemonuraceae. Inga underarter finns listade i Catalogue of Life.